# Mesa de Forzas Políticas Galegas
La Mesa de Forzas Políticas Galegas (en español: Mesa de Fuerzas Políticas Gallegas, MFPG) fue una plataforma política que pretendía unir el nacionalismo gallego para dar a Galicia de fuerzas políticas propias que ejercerán la hegemonía política en el país para conseguir la soberanía nacional. Fue fundada el 11 de junio de 1980 y la forman el PSG, la AN-PG y la UPG sin que ello suponga ningún tipo de unidad orgánica. La MFPG se manifestó en contra de la Constitución Española, el Estatuto de Autonomía, la entrada de España en el Mercado Común y la OTAN y trabajó para conseguir la unidad de los sindicatos nacionalistas que dieron lugar a la INTG.

## Historia
Su origen está en las reuniones que a iniciativa del PSG se llevaron a cabo entre este y las fuerzas que componían el BNPG, y la Unidade Galega. Finalmente, el Partido Galeguista y el Partido Obreiro Galego niegan a formar parte de ella. La formación de la MFPG provocó el choque histórico entre la UPG y el PSG.
- Datos: Q20017225